# Serra do Japi
Serra do Japi es una pequeña sierra ubicada en el sureste del estado de São Paulo en Brasil.
Con un área protegida de 354 kilómetros cuadrados,  su punto culminante llega a los 1250 metros sobre el nivel del mar. Limita con los siguientes cuatro municipios: Jundiaí, Pirapora do Bom Jesus, Cajamar y Cabreúva. Presenta un gran número de especies y plantas.
La belleza natural que consiste en la selva secundaria, son dignas de preservarse como factores de equilibrio ecológico y climático. Clasificado por el Condephaat, a través de la Resolución 11 de fecha 8 de marzo de 1993 y declarada Reserva de la Biosfera por la UNESCO en el año 1992.
La región presenta una rara franja de Mata Atlántica en el interior del estado de São Paulo. Sus bellezas naturales se constituyen de matas secundarias en suelo de cuartzo, son dignas de preservación como factores de equilíbrio ecológico y climático. Fue declarada Reserva de La Biosfera por la Unesco en 1992.
La riqueza de su biodiversidad está directamente relacionada con su ubicación pues la sierra está en una región ecotonal, o sea, una región de encuentro de dos tipos de florestas: la Mata Atlántica característica de la Sierra del Mar y la Mata Atlántica del interior paulista.
Su nombre proviene de la palabra tupí-guaraní iapy (nasciente de ríos).